# Husie IF
Husie IF är en fotbollsklubb från Malmö i Sverige som bildades 1949. Husie IF bedriver både herr- dam- och ungdomsfotboll.  Herrarna spelar från säsongen 2021 i Division 4 och damerna i div 3. Hemmaplan är Husiegårds IP, både för herrlaget och damlaget. Klubben har cirka 750 aktiva medlemmar som är fördelade på cirka 30 lag, vilket gör den till en av Malmös största fotbollsklubbar vad gäller antalet medlemmar. Klubbens färger är grön-vit-grön.

## Kända spelare
- Amin Sarr (Malmö FF)
- Andreé Jeglertz
- Mikael Andersson
- Hans Mattisson
- Viktor Noring (Falkenberg FF)
- Stephanie Öhrström (Fiorentina)
- Filip Helander (Rangers FC)
- Jenny Engwall
- Lucas Hägg-Johansson(Kalmar FF)
- Nellie Lilja (LB 07 och F20 landslaget)